# Lago Campelli
Il lago Campelli è un lago artificiale situato nelle Alpi Orobie in alta valle Seriana, (provincia di Bergamo), racchiuso in una vallata contenente i seguenti bacini artificiali:
- il Lago Nero
- il lago di Aviasco
- il lago Sucotto
- il lago Cernello

Il lago si raggiunge per la via più breve partendo da Valgoglio, in alta valle Seriana. Il sentiero parte dalla zona nord-est del paese, ed è ben segnato.
Si sale seguendo inizialmente le condotte d'acqua fino a giungere in vista della diga del Lago Sucotto, quindi si prosegue a sinistra, cioè in direzione ovest, su per una salita che, poco più in alto, porta alla diga del Lago Nero.
Qui si prosegue a sinistra, ovvero verso nord-Est, costeggiando il lago nero a sud. Dopo 800 metri circa giungerete in vista del Lago di Aviasco, riconoscibile per  il rivestimento in pietra della diga che lo contiene.

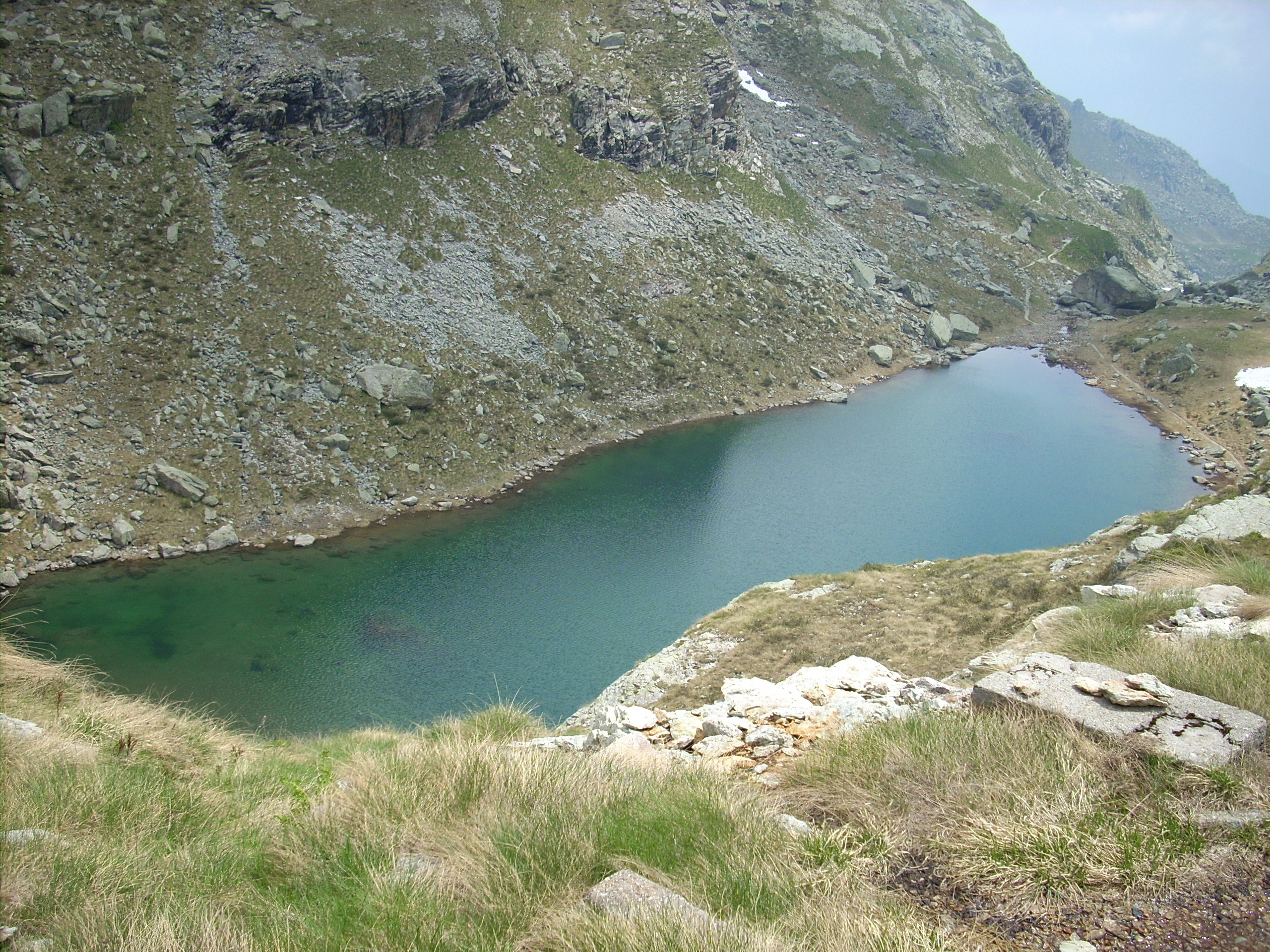
Lago Campelli inferiore

Si attraversa quindi la diga e si procede in direzione est, ovvero nella direzione opposta rispetto al sentiero che costeggia il lago di Aviasco e che prosegue verso il passo di Aviasco.
Dopo una discesa e un avvallamento si giunge in vista del lago. 
È possibile raggiungerlo inoltre salendo verso il lago Sucotto. Si costeggia il lago a sud e si sale quindi lungo il sentiero parzialmente gradinato che conduce al lago Campelli.
Il lago è poco frequentato.
Un centinaio di metri più a est, sotto la diga, lago c'è il lago Campelli Basso, un laghetto naturale la cui superficie è un quarto del lago Campelli.